# Eulasia diadema
Eulasia diadema är en skalbaggsart som beskrevs av Edmund Reitter 1890. Eulasia diadema ingår i släktet Eulasia och familjen Glaphyridae. Inga underarter finns listade i Catalogue of Life.

## Bildgalleri

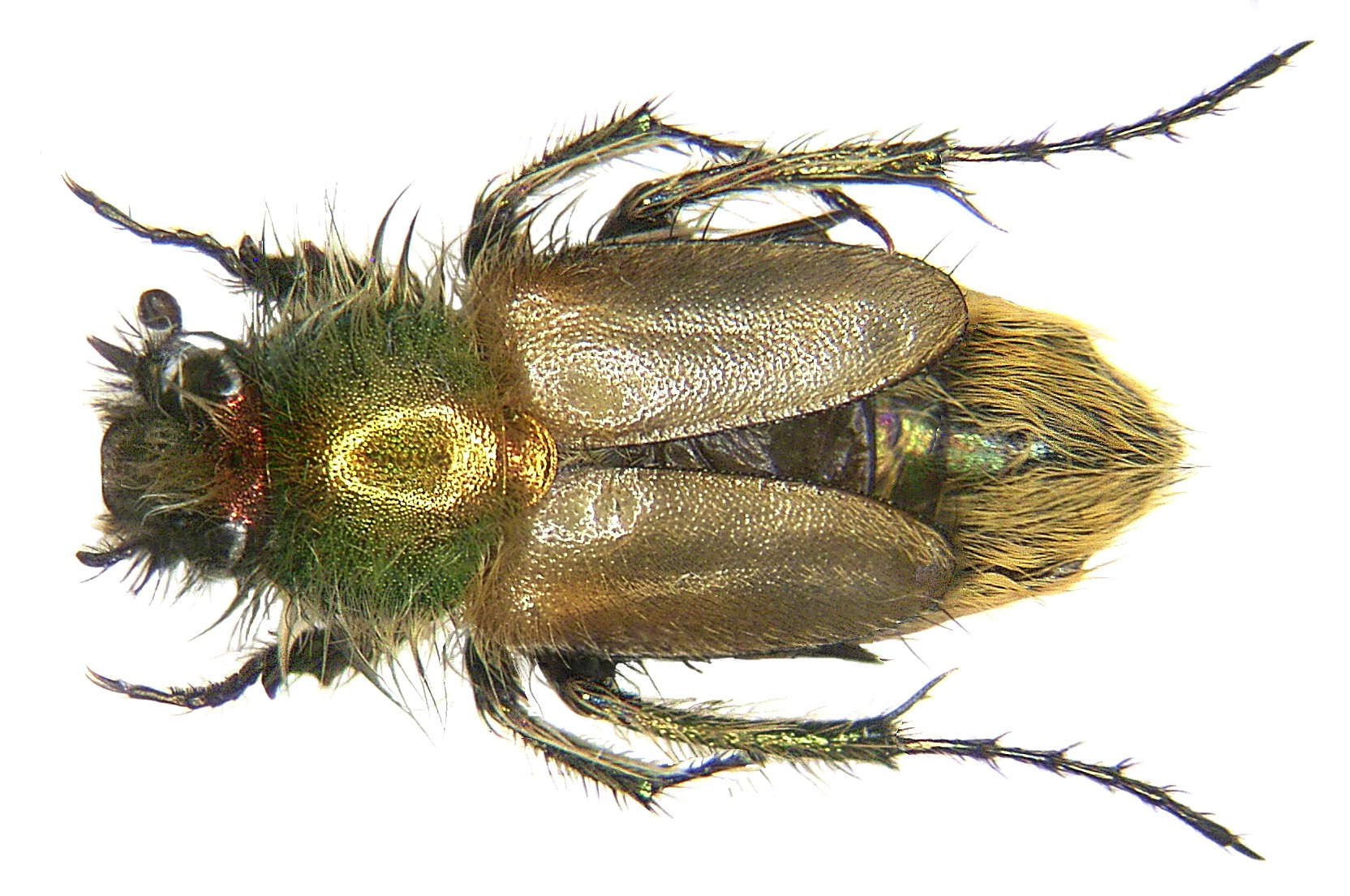